# 에이플러스에셋
에이플러스에셋(A Plus Asset Advisor Co. Ltd.)은 대한민국의 법인보험대리점 기업이다. 본사는 서울시 강남구 테헤란로 4길 14, 미림타워 14층 A+에셋에 위치해 있으며 대표이사는 곽근호이다. 법인보험대리점(GA)으로 국내 보험회사 35곳의 보험상품을 판매하고 있다

## 상장
2020년 11월에 코스피 시장에 상장하였다

## 참고문헌
1. ↑  박관훈, 에이플러스에셋, 나노엔텍 경영권 인수, 딜사이트, 2023.07.13
2. ↑  조승리, 신한투자 “에이플러스에셋 올해 최대 실적 예상, 공격적 보장성보험 판매”, 비즈니스포스트, 2023-08-02
3. ↑  강현우, 고객 우선 '착한 마케팅'…에이플러스에셋의 변함없는 경영원칙, 한국경제, 2023.12.05